# حميد أباد (دلغان)
حميد أباد (بالفارسية: حمیدآباد) هي قرية تقع في قسم دلغان الريفي (مقاطعة دلغان) في إيران. يقدر عدد سكانها بـ 1543 نسمة بحسب إحصاء 2016.